# Râul Știubei
Râul Știubei, în vechime numit Juștubei, este un râuleț (pârâu) situat în partea de sud-est a Republicii Moldova, afluent de dreapta al Nistrului.

## Date geografice
Râulețul  izvorăște în pădurile situate la sud-est de satul Cîrnățeni (raionul Căușeni) și este alimentat de izvoarele grădinilor Nighicea din satul Popeasca, și alte pârâuri din raionul Ștefan Vodă. 
Pârâul face parte din bazinul hidrografic Nistrul Vechi-Știubei-Liman, are o lungime de 18 km și străbate teritoriile satelor Cîrnățeni, Popeasca și se revarsă în Nistru în satul Cioburciu, raionul Ștefan Vodă.
Râulețul are un debit mic, iar în verile mai secetoase poate chiar seca pe unele segmente. Toată valea în care curge râulețul era în trecut acoperită de mlaștini, care au fost secate pentru irigarea terenurilor agricole.